# Kartepe
Kartepe ist eine Stadtgemeinde (Belediye) im gleichnamigen Ilçe (Landkreis) der Provinz Kocaeli in der türkischen Marmararegion und gleichzeitig ein Stadtbezirk der 1993 gebildeten Büyükşehir belediyesi Kocaeli (Großstadtgemeinde/Metropolprovinz). Seit der Gebietsreform ab 2013 ist die Gemeinde flächen- und einwohnermäßig identisch mit dem Landkreis.

## Verwaltung
Durch das Gesetz 5747 wurde der Kreis am 6. März 2008 gebildet. Vom zentralen Landkreis (Merkez İlce) der Provinzhauptstadt Kocaeli wurden dazu die abgespaltenen Gemeinden (Belediye) Acısu (2), Arslanbey (5), Büyükderbent (3), Eşme (2), Maşukiye (2), Sarımeşe (4), Suadiye (5), Uzunçiftlik (13) und Uzuntarla (5) mit dem ebenfalls abgespaltenen Köseköy (10 Mahalle) vereint, das gleichzeitig in Kartepe umbenannt wurde. Außerdem gelangten noch zehn Dörfer in den neuen Kreis.
Dieser bestand (bis) Ende 2012 aus der Kreisstadt und diesen zehn Dörfern, die während der Verwaltungsreform 2013/2014 in Mahalle (Stadtviertel/Ortsteile) überführt wurden. Die 52 existierenden Mahalle der Kreisstadt blieben erhalten. Durch Auflösung (Verschmelzung) von Mahalles und die Herabstufung der Dörfer sank die Zahl der Mahalle auf 32. Diesen Mahalle stand und steht ein Muhtar als oberster Beamter vor. 
Ende 2020 lebten durchschnittlich 3.937 Menschen in jedem Mahalle, 15.008 Einw. im bevölkerungsreichsten (Fatih Sultan Mehmet Mah.), gefolgt vom Ataevler Mah. (14.062 Einw.).

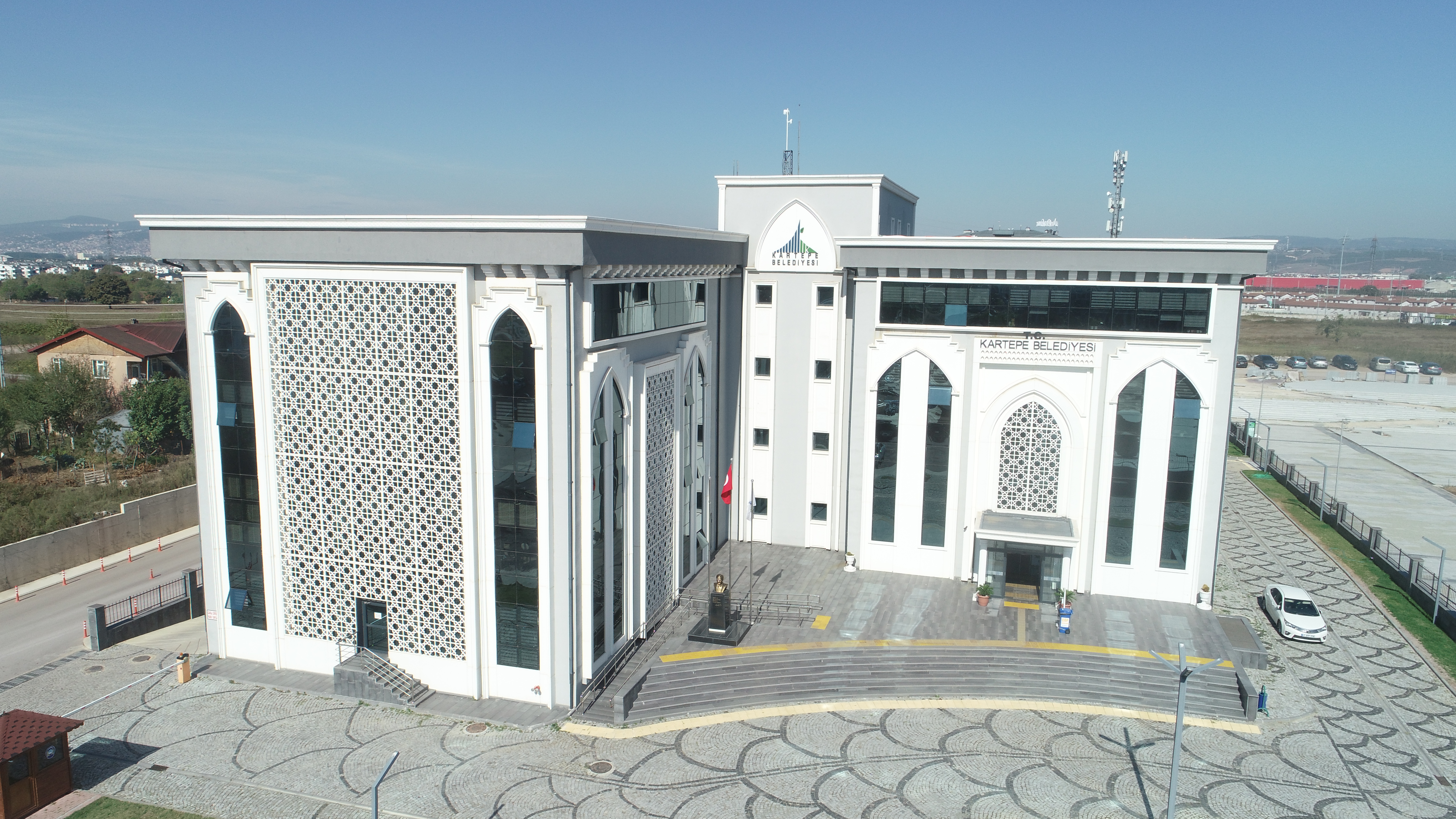
Stadtverwaltung

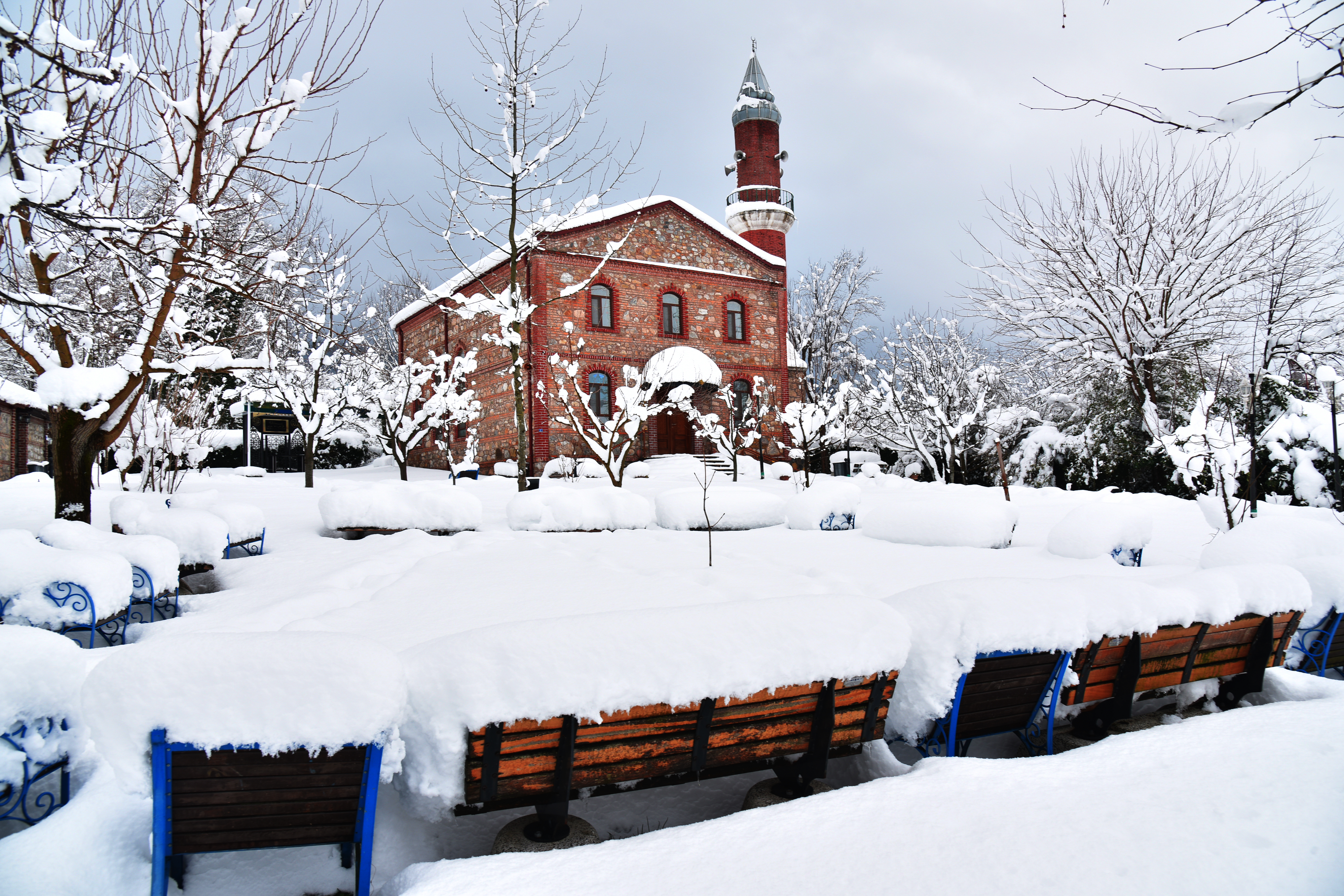
Moschee in Derbent

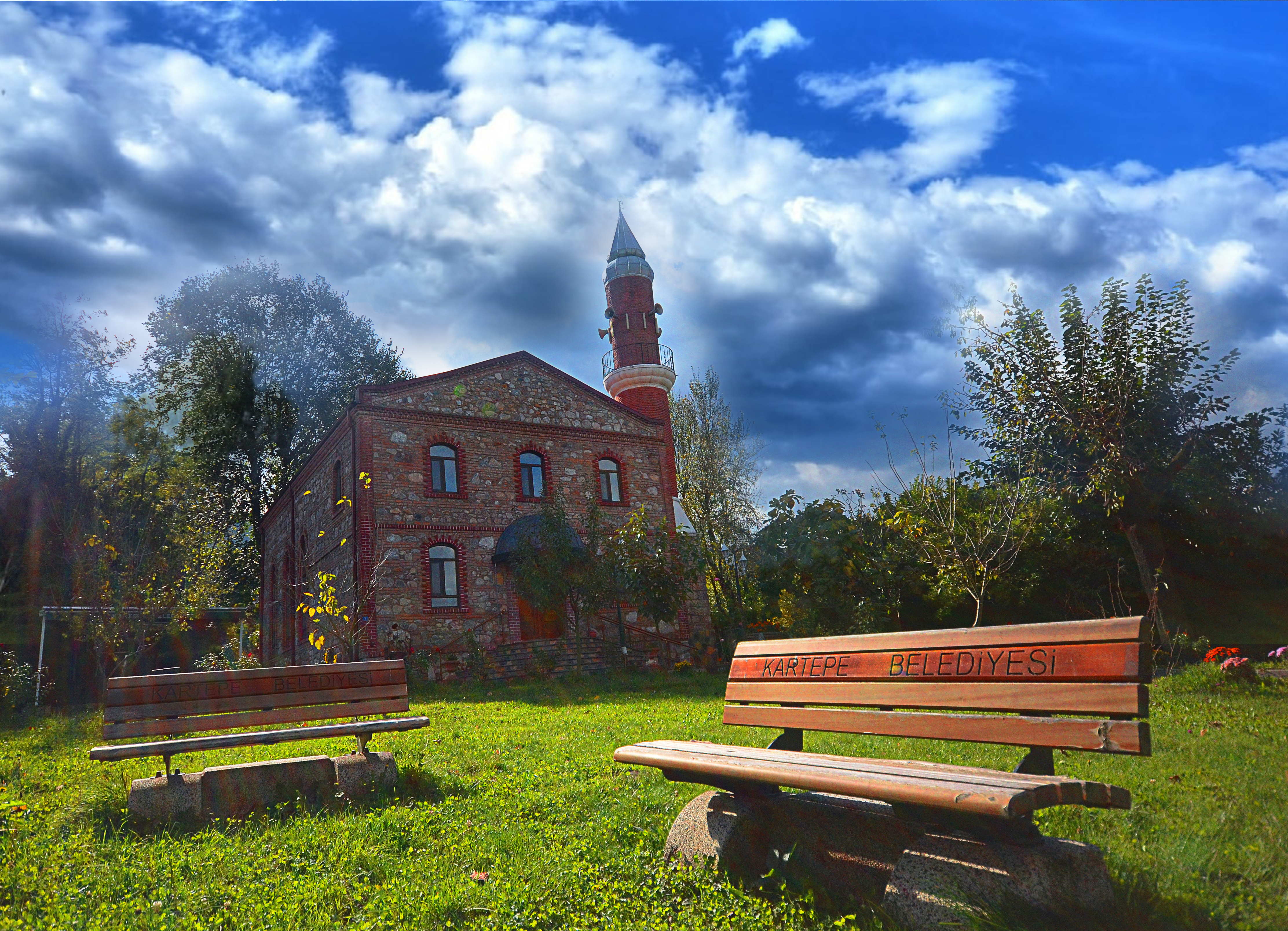
Hikmetiye Moschee